# Lihavasaari
Lihavasaari är en ö i Finland. Den ligger i sjön Haukivesi och i kommunen Jorois i den ekonomiska regionen  Pieksämäki ekonomiska region  och landskapet Södra Savolax, i den södra delen av landet, 270 km nordost om huvudstaden Helsingfors. Öns area är 1,11 kvadratkilometer och dess största längd är 2,5 kilometer i sydöst-nordvästlig riktning.